# Дючери
Дючери є найближчими сусідами даурів. Російські землепрохідці називали їх «осілими тунгусами». Дючери займались скотарством, землеробством.
Євгенія Павлівна Деревянко у 1977 році вперше дослідила дючерський пам'ятник-могильник у с. Саратовка Амурської області. Район Приамур'я, який займали дючери у пізньому середньовіччі, досить широкий. Це території уздовж Амура до Уссурі і навіть трохи нижче по річці. На півночі вони перетиналися із даурами, з якими мали тісний зв'язок.
Чим відрізняються культури даурів та дючерів? Своєрідність культури дючерів виявлялась у традиціях архітектури фортифікаційних споруд. Дючери будували захищені, досить масштабні городища. Наприклад, периметр Гродековської фортеці біля села Гродекове
приблизно 3 кілометри. Дючери не будували фортець, як показували дослідження, жили у великих городищах, які зводилися ще мохесцями, лише поновлюючи їх. Гродековська фортеця була заснована ще на рубежі 1-2 тисячоліття і існувала до середини 17 століття. Дючери покинули фортецю приблизно після 1654 року, коли за наказом маньчжурської влади із Приамур'я було виведено усе місцеве населення. Але місто було пустим недовго, приблизно до 80х років 17 століття було створено вже нове маньчжурське поселення., яке стало пунктом боротьби з росіянами у Приамур'ї.
Дючерська культура відноситься до пізнього середньовіччя і хронологічно виділяється з 12 століття. До цього періоду на Середньому Амурі існувала інша культура — амурських чжурчженів. Але межу між даними культурами провести неможливо.
Основним заняттям дючерів було землеробство. На Амурі вирощували пшеницю, ячмінь, овес, гречку, просо. Врожайність була досить високою. Зерно зберігали в будинках, а також у особливих ямах, які були вириті в полях. Маючи ручні млини, дючери платили данину борошном. Із зерна робили вино. Для землеробства дючери використовували биків, тримали свійських тварин. Землю оброблювали дерев'яною сохою, використовували серпи та коси. Вирощували мак, часник, огірки, бобові, дині та кавуни. У садах вирощували яблука, груші, ліщину та горіхи. Тримали коней та биків. Досить багато вирощували свиней, це є особливістю даного регіону.
Також дючери займались мисливством та рибальством. Капкани та сильця під час полювання не використовували. Рибу виловлювали сітками. Дючери носили халати, які закривалися на праву сторону, з бронзовими або кістяними ґудзиками. Використовували гаптовані пояси. Любили скляні намистини та намисто, сережки у вигляді знаку питання із намистинами. Носили також нашивки, виконані із срібла або бронзи. Також у вигляді прикрас використовували монети. Особливо були популярними браслети із заліза, які жінки носили найчастіше на ногах.
Із ремесел популярність отримали обробка чорних та кольорових металів. Також займалися деревообробкою, про це свідчать знахідки у могилах у вигляді дощок та плах. Інколи дючери платили данину маньчжурському богдихану пиломатеріалами. Знали дючери також і кам'яне будівництво.
Дючери торгували з маньчжурами, купуючи у них дорогу тканину, срібло, мідь та олово, в свою чергу пропонували хутро та хліб.

## Історія
Звідки прийшли даури?
Володимирівська культура є культурною спільністю, яка утворилася в результаті культурного злиття двох етносів.
Більшість учених вважає, що в період, який передує пізньому середньовіччю, на Амурі жили тунгусомовні мохе, а потім їх нащадки чжурчжени. Розкопки пам'яток Владимирівської культури підтвердили цю точку зору. Вони показали, з одного боку, спадкоємність традицій, а з іншого, появу нових культурних елементів, які не зустрічалися до XIII ст. на Амурі. Носіями монгольських традицій могли бути тільки даури — народ, що мігрував в Приамур'ї. Про Амурське походження дауров писали ще дослідники ХІХ ст. Л. І. Шренк, П. І. Кафаров, а пізніше В. І. Огородніков, Г. С. Новіков-Даурський.
Коли і чому Даури прийшли в Приамур'я? Приблизний час приходу даурів датується XIII ст. Місцевістю, звідки почалася міграція, ймовірно, слід вважати територію сучасної Монголії і Забайкалля. Важче встановити причини, що спонукали цілий народ проробити такий тривалий шлях. З цього приводу існують лише гіпотези. Перша — політична, висловлена Р. К. Мааком і Л. І. Шренком. Вони припустили, що Даури на Амур прийшли під час війни монголів Чингіз-хана з імперією чжурчженей або відразу після неї і були монгольськими окупаційними військами. Друга гіпотеза — соціальна. На рубежі I і II тис. у монголів зароджується соціальна нерівність, обумовлене перерозподілом пасовищ серед споріднених племен і захопленням їх більш сильними колективами. Слабкі племена виявилися без угідь і були змушені мігрувати.
Наступну точку зору можна назвати екологічною версією. На початку II тисячоліття змінився клімат, він став більш сухим і холодним. «Велика суша» позбавила вологи пасовища Центральної Азії і привела в рух механізм міграцій скотарських племен в суміжні країни з великими низинами, де ще тривалий час зберігалися рясні трави.
Таким чином, Даури — народ, що прийшов на Амур в перших століттях II тисячоліття, були осілими скотарями і землеробами. Аналіз територіально-політичної обстановки в Приамур'ї напередодні російської експансії в спеціальній літературі зазвичай представлений у стислій формі. Між тим, проживавші тут племена стояли на різних рівнях соціальної організації. Крім того, саме вони протягом довгого часу були тими територіально-політичними суб'єктами, які грали спочатку вирішальну, а потім — важливу роль у формуванні територіально-політичної обстановки в Приамур'ї.
Сформована тут до середини XVII ст. картина етно-племінного розмежування цілком піддається реконструкціі. У більшості, відомі як лінгвістична приналежність, так і ареали розміщення місцевих соціумов. Взявши за основу такі критерії, як внутрішня організаційна зрілість і спеціалізація систем господарювання, Приамурських аборигенів можна умовно розділити на кілька добре помітних груп.
Перша група включала найбільш розвинені за місцевими мірками осілі спільноти даурів і дючерів. Основу їх економіки становили землеробство і тваринництво. Державності вони не мали, і до середини XVII ст. знаходилися на стадії утворення племінних конфедерацій, але процес просування до створення державності проглядався у них досить чітко. У кожному з даурских або дючерских кланів склався інститут спадкової влади військово-цивільних вождів. Причому вона була оформлена настільки рельєфно, що в китайських, маньчжурських і російських текстах цих лідерів іменували не інакше, як «князями». Деякі з них у своєму розпорядженні великими збройними силами. І хоча дані «князівства» були незалежні один від одного, очевидно, що між ними існували консультативні відносини — на це вказують багато з відомих для того часу подій.
Монголоязичні Даури займали більшу частину Амуро-Зейской і Середньо-Амурської рівнин аж до Малого Хінгану на південному сході. Швидше за все, вони були нащадками залишених для вартової служби воїнів. Тим не менш, користуючись тією ж мовою, що і монголи, осілі Даури в XVII ст. чітко відокремлювали себе від своїх лінгвістичних родичів-кочівників.
Зайнята територія надавала їм хороші шанси для подальшого розвитку. Стрижневе розміщення їх в межиріччі таких важливих комунікативних ліній регіону, як Амур, Зея і Бурея, сприяло розвитку внутрішніх зв'язків. Станове нагір'я з заходу, а Великий і Малий Хінган — з півдня служили природним захистом від монгольських набігів.
Ці вигоди у географічному положенні, відносна численність і досить високий рівень додержавної організованості сприяли перетворенню даурів до XVII сторіччя у вирішальну політичну силу Приамур'я. Вектор їх інтересів природним чином був орієнтований вниз за течією Амура — в тому напрямку, просування по якому було найбільш полегшено в комунікаційному відношенні і яке найбільшою мірою приваблювало їх економічно.
Прямих територіальних придбань даурська конфедерація до середини XVII ст. зробити не встигла — для цього їй не вистачило такого вирішального чинника, як внутрішня політична єдність. Але, судячи з усього, цьому об'єднанню вдалося встановити сюзеренітет над сусідніми дючерами — ті безперешкодно пропускали через свої землі даурські торговельні каравани і військові загони, а в прийнятті зовнішньополітичних рішень вони орієнтувалися на даурів.
Сфера інтересів даурської конфедерації тягнулася до Нижнього Амура. Тут її купці вели торгівлю з місцевими племенами, збуваючи їм борошно, зерно, шкіри, металеві вироби, і отримуючи натомість, в основному, хутро. Судячи з усього, вигоди цього обороту були настільки очевидні, що до середини XVII ст. серед даурских «князів» визріла ідея звернути мешканців Нижнього Приамур'я в васалів і примусити до виплати данини.
Реалізація цього задуму зіткнулася з опором. У результаті, 1640 р. об'єднані сили даурів скоїли проти них великий похід. І хоча ця акція виявилася невдалою, вона стала значною військовою демонстрацією, що показала місцевим племенам, хто є реальним претендентом на політичне панування у всьому Приамур'ї.
Дючери розселялися вздовж обох берегів Середнього Амура від Малого Хінгану до гирла Уссурі. Найімовірніше, вони складалися в прямійу етно-лінгвістичній спорідненость з древнім тунгусоязичним населенням цієї території. Загальний рівень їх соціально-політичної організованості і господарська спеціалізація були, в цілому, схожі з такими у даурів.
Розміщення дючерів при злитті трьох великих річок (Амура, Сунгарі, Уссурі) перетворювало їх на важливий вузол регіональних торговельних зв'язків. По ній проходив шлях з Даурії на Нижнє Приамур'я, а з верхів'я Сунгарі сюди потрапляли трофеї, захоплені чжурчженями в Китаї і Кореї, але більш істотним було те, що на землю дючерів стікалася значна частина хутра, видобутої на Буреінской хребті, Нижньому Амурі і північно- заході Сіхоте-Аліна. Далі, пройшовши через руки дючерских купців, вона потрапляла до посередників, і слідувала в Китай і Корею.
Таким чином, володіння дючерів мали вигідне географічне положення, але вони були відносно невеликі за розмірами, і тому їх господарі змушені були миритися з більш-менш вираженими елементами підпорядкування Даурії.

## Культура

### Мова і традиції
Мова даурів складається з трьох діалектів — бутега, квіквіхар, хінянг. Письмової мови вони не мали. Протягом доби правління династії Квінг вони використовували мову Манчу як письмову. Релігія даурів — шаманізм. На 16 день першого місяця даури проводять спеціальний обряд — день чорного ясена. Цього дня молодь використовує попіл із дна каструлі для того, щоб забруднити обличчя один одного, допоки вони не стануть чорними. Найбільш вагоме свято для даурів — це свято Весни. Протягом цього свята народ готує смачні страви, відвідують своїх родичів та друзів. Протягом свята вони масово танцюють. Жінки грають на музичному інструменті під назвою «макуліан». Все це свято триває до 15 січня. Даури мають багатий репертуар народних танців, які вони люблять виконувати під час фестивалів. Участь жінок в хоровому співі, володіння музичним інструментом називається «мукуліан». Чоловіки грають на аналогічних інструментах, але жінки є більш досвідченими гравцями. Даурський народ відомий своєю хоробрістю. Вони займаються верховою їздою, стрільбою та мисливством. Їх улюблений вид спорту — хокей на полі.

### Літературні надбання
Даурська народна література в основному базується на спостереженнях за природою, але вона також містить безліч легенд і байок. Однією з найпопулярніших історій є «Молодий стійкий Дай-фу». У ньому розповідається про боротьбу даурів проти національного гноблення і їх феодальних правителів у другій половині 19-го століття. Також відомим серед даурів є розповідь «Ахлабудан», «Пісня про чотири пори року» і «Пісня відмови від пиття». Відомі також розповіді адаптовані з класичних китайських романів. Найсучасніші твори — письменника на ім'я Цінь Тонгпу, такі як «Пісня фермера», «Пісня рибака» і «Пісня лісопромисловців». Даури плекають любов до поезії, яку вони складають у декількох унікальних віршованих формах. У довгі зимови вечори вони читають літературу усно, розгадують загадки, читають прислів'я, займаються ремеслами та вишивкою. Поруч із похованими кладуть прикраси, курильні трубки, посуд, а іноді і вбитих коней.

### Традиційний одяг
Влітку чоловіки носять шиті накидки та обмотують голову білою тканиною, носять капелюхи. Взимку вони носять шапки із шерсті оленів або з хутра лисиці, також носять шкіряне взуття. Жінки носять вбрання переважно блакитного кольору. На сукнях відсутні пояси. Вони не носять короткий одяг, а взимку вдягають шкіряне взуття.

### Промисловість
Сьогодні промисловий розвиток прийшов і до даурів. Фабрики виробляють хімічні добрива, двигуни та трансформатори. Освіта також почала вхожити в життя народності. Майже всі діти відвідують початкові школи, а старші діти навчаються у школах та коледжах.